# Debrecen–Berettyóújfalu-vasútvonal
A MÁV 104. számú Debrecen–Berettyóújfalu-vasútvonala tervezett vasútvonal.

## Története
A 2020-as évek első felében megvalósíthatósági tanulmány készült, mely alapján úgy döntöttek, hogy a Debrecen–Nagyvárad vasúti kapcsolat a Debrecen–Berettyóújfalu–Biharkeresztes–országhatár–Nagyvárad nyomvonalon valósuljon meg. 2025-ben az Építési és Közlekedési Minisztérium közbeszerzést írt ki a Debrecen–Berettyóújfalu-vasútvonal engedélyezési és kiviteli terveinek elkészítésére. A tervezett nyomvonal a Debreceni repülőtér északnyugati sarkáig megegyezik a meglévő 106-os vonaléval, onnan pedig (a futópálya hosszabbítási tervét figyelembe véve) Berettyóújfaluig teljesen új. A debreceni Déli Gazdasági Övezet közelében egy új vasúti terminál kialakítását is tervezik. A tervezési sebesség a repülőtérig 80 km/h, onnan egy néhány kilométeres szakaszon 120 km/h, majd végig 160 km/h. A tervezési feladat kiterjed Derecske térségében a tervezett új és a meglévő 106-os vonal vágánykapcsolatának kialakítására, valamint a 106-os vasútvonal megmaradó nyomvonalának felújítására is.